# ドロレス・イバルリ
ドローレス・イバルリ・ゴメス （Dolores Ibárruri Gómez, 1895年12月9日 - 1989年11月12日）は、スペインの政治家。ラ・パショナリア（La Pasionaria、受難者または情熱の花）の別称で知られていた。 
イバルリは、スペイン第二共和政とスペイン内戦における政治指導者として頭角を現したスペイン共産党の歴史的指導者である。1936年から1939年まで続いたマドリード包囲戦（en）における有名なスローガン、「奴らを通すな!」（¡No pasarán!）や、「跪いて生きるくらいなら、立って死んだ方がましだ」（Más vale morir de pie que vivir de rodillas）を語ったことで知られている。

## 生涯

### 幼年時代

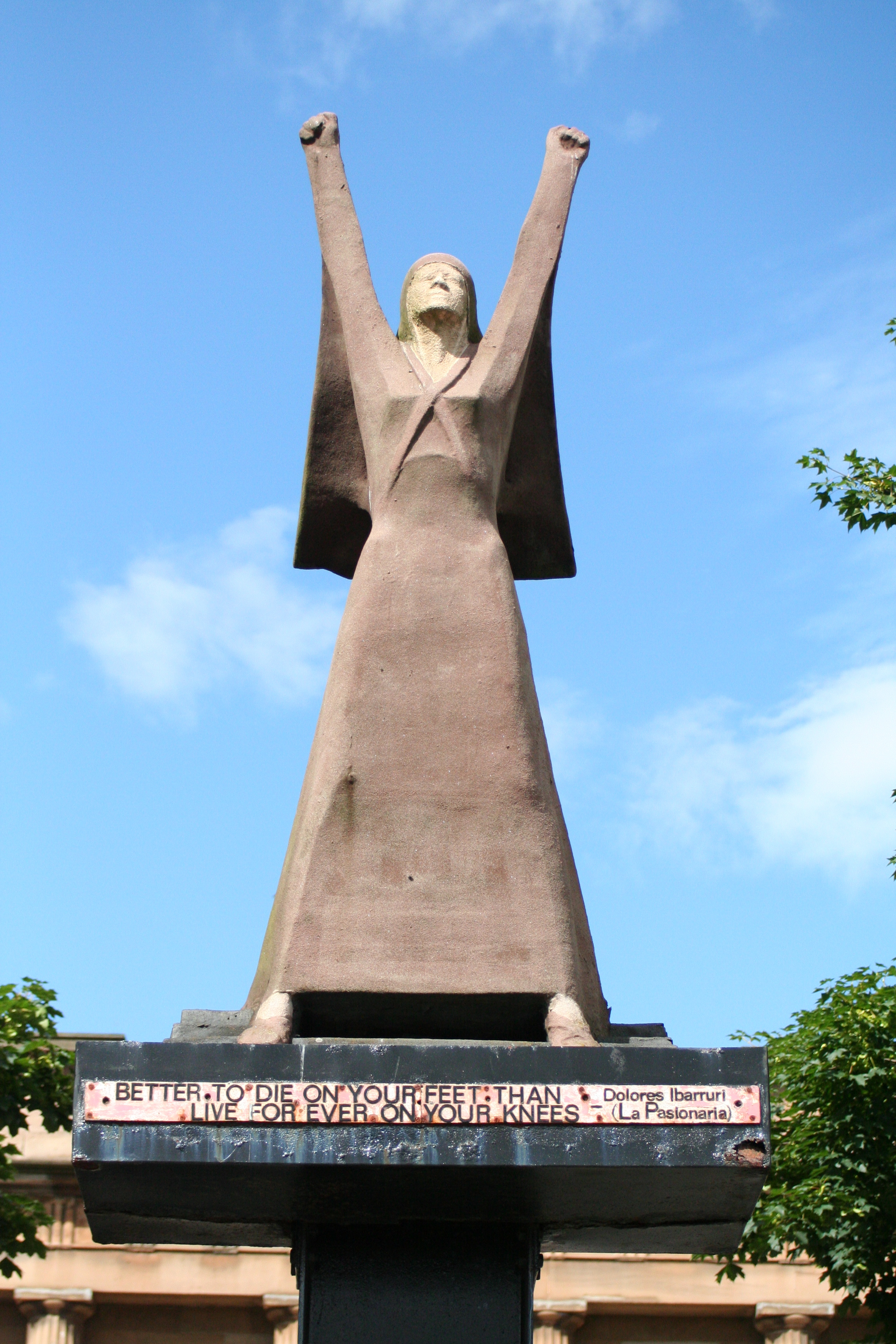
グラスゴーに建てられたラ・パショナリア像

ビスカヤ県のガラルタ（現在はアバント・イ・シエルバナenの地区の一つ）で、11人兄弟の8番目として生まれた。出生当時の名はイシドラ・ドロレス・イバルリ・ゴメス（Isidora Dolores Ibárruri Gómez）であった（後に正式にイシドラの名を除く手続きを行った）。当時のガラルタは大規模な菱鉄鉱鉱山の隣にあった。鉱山労働者の父親はカルリスタのイデオロギーを持つバスク人、母はカスティーリャ人だった。
敬虔なカトリック教徒である家庭の雰囲気は、イバルリ自身を修道院の門へ導くほどの、宗教的な献身を好む非常に強い特性を持っていた。
1910年、イバルリは既に教育学と教員師範学校の入学準備コースに合格していたが、家庭の経済事情のために学校を退学せざるをえなかった。彼女はお針子、のちに使用人として働き始めた。彼女は自身でこう語っている。
| 「 | 誰が私に旅行費、本の購入費、食費、授業料を払うことができただろう？(中略)私の家族が辿った歴史は、女性は使用人として人に仕えるか、結婚して鉱山労働者の妻になるかだ。 | 」 |

### 闘争へ
1916年、イバルリはフリアン・ルイスという鉱山労働者と結婚した。社会主義者でもあった夫ともに彼女はソモロストロへ転居した。そこでは鉱山労働者のリーダーであった夫の状況を生かして夜に勉強し、読書や執筆に親しんだ。マルクス主義の知識を得始め、保守主義やカトリック教育に疑問を持つようになった。イバルリは、『労働者階級の自由』のための闘争の手段として、理想的なイデオロギーであるマルクス主義の教義を掲げた。
イバルリは、夫とともに1917年スペイン・ゼネラルストライキ（es）に参加した。ソモロストロの社会主義グループがスペイン社会労働党に統合されると、1919年に夫とともにスペイン社会労働党の親共産主義部門に参加した。1920年のスペイン共産主義党（es）創設に参加し、ビスカヤ県委員会に入った。翌1921年、スペイン共産主義者党はスペイン共産党に再編され、イバルリも参加した。
1918年、エル・ミネーロ・ビスカイーノ紙（El Minero Vizcaíno、「ビスカヤの鉱山労働者」の意）の記事を執筆するにあたり、初めてラ・パショナリアの筆名を用いた。この記事は聖週間のさなかに発表された。これはキリストの受難を公算に入れた、宗教的な偽善に通じていた。1919年、ロシアで起きた十月革命の勝利にイバルリは感銘を受けた。
イバルリは夫との10年間の結婚生活の間に、一男五女をもうけた。娘たち4人は幼いうちに亡くなり、成人したのは1921年に生んだ長男ルベンと、1923年に生んだ三つ子の女児たちの一人、アマヤの2人であった。イバルリはかつて、夫が果物を入れるための木箱を使ってどのようにして子供の棺を作ったか、語ったことがあった。
当初からイバルリは共産党内で責任ある地位にあり、多くの機会に参加していた。1930年の共産党中央委員会に出席し、同じ年の国政選挙に立候補して落選した。1931年、イバルリは党機関紙ムンド・オブレーロ紙（es）の編集者として働くためマドリードへ移った。1932年3月、セビーリャで開催された第4回党中央大会において、イバルリは中央委員に選出された。1933年、彼女は新たに結成された反ファシスト女性同盟（es）の委員長に就任した。同じ年の4月、ソビエト連邦の天文学者グリゴリー・ネウイミンは小惑星帯の中にある小惑星に、イバルリにちなみ『ドロレス』（en）と名づけた。1932年11月、イバルリはモスクワへ向かい、共産主義インターナショナル実行委員会（en、略称ECCI）の第13回全体会議のスペイン共産党代表として出席した。12月12日まで開かれたこの会議は、戦争の脅威とファシズムの危険性とを計るものだった。初めて訪れたソビエトの首都の光景は、イバルリを興奮させた。「私は、魂の目でそれらを見た。」と彼女は後年の自伝で語っている。「ここは地球上で最も素晴らしい街だった。社会主義の建設がこの街から管理されていたのだ。ここでは、奴隷、世間から見捨てられた者、農奴、プロレタリアの世代が持つこの世の夢が形作られていた。ここでは、共産主義へ向けた人類の行進を理解することができた。」
イバルリは17歳年下の男性と恋愛関係にあった。この関係は私的な状況においても革命的であった。当時の、それも下層階級の女性は、それまで恋人を持とうとはしなかった。そしてイバルリの恋人が彼女よりはるかに年下であったことで、軍人男性たちにとっては彼女がさらに不可解になった。このことは社会主義と共産主義の両派から関心を持たれ、彼らはイバルリの恋人に、軍務を続ける条件として彼女と別れるよう要請した。彼がイバルリと別れると、彼女は彼を前線へ送ることさえせず、彼は任地へ送られた。
1934年の終わりまで、イバルリと他2名の3人で先頭に立ち、アストゥリアスの鉱山地帯への危険を伴う救出作戦を行っていた。1934年10月にアストゥリアスで鉱山労働者たちの労働組合がゼネラルストライキを行うと、スペイン第二共和政政府はフランシスコ・フランコ将軍に命じて軍を投入し、弾圧した。この時に両親が逮捕され飢餓状態にあった100人を超える子供たちを、マドリードの里親家庭から連れ戻していたのである。作戦は成功したが、イバルリはあっさりと逮捕された。獄中のイバルリは、自らの2人の子供たちがこれ以上の苦しみを味わわないですむよう、1935年春に2人をソビエトへ送り出した。

### 内戦
共産主義のデモンストレーションにおいて、イバルリは強力で舌鋒鋭い演説を行う活動的な党員であったため、幾度も逮捕された。そのすぐ後成立したスペイン第二共和政においては、1936年に行われた総選挙によってアストゥリアス（当時は州ではなくオビエド県であった）のオビエド選挙区から当選し、共産党員として下院で目立っていた。スペイン内戦の勃発は、ラ・パショナリアを熱狂的な活動に駆り立てた。彼女は、共和国防衛に忠実な男女に向け、情熱的で力強い激励演説で活気付けさせた。これらの演説の一部はマドリードからのラジオ放送で流れた。この時期の彼女は共和主義者を前にした大演説で有名になり、スペイン史の伝説的存在となった。首都を守るセギスムンド・カサド大佐（es）が反乱軍に降伏しようとするのに反対してイバルリが叫んだ『膝を屈して生きるよりは、脚で立って死のう! 奴らを通すな! 我らは通るぞ!』は、包囲戦の間のスローガンとなった。1937年には、進歩的ブルジョワのマヌエル・アサーニャ政府（首相は、共産党との連立を嫌っていた社会主義者のフランシスコ・ラルゴ・カバジェーロen）からの要請を受け、共和国議会において副大統領に選ばれた。その時の演説の締めくくりは、過激な暴力を支持する彼女の覚悟を表していた。『自由と進歩を愛する全ての国の男女よ、我々は最期の時のためにあなたたちにアピールする。もし我々のアピールが荒野で大声で叫んでいるままであれば、我々の抗議は無視されている。我々の人道的行為、もしこれら全てに弱さの兆候が現れているのならば、敵は自分自身だけを責めるだろう・・・我々は復讐心をさらけ出し、奴らのねぐらで奴らを滅ぼすつもりである』
1937年2月24日、スターリンは、ソビエト義勇兵のスペイン渡航を禁止した。しかしスターリンはアレクサンドル・オルロフを召還しなかった。1937年5月3日、バルセロナで発生した人民戦線とマルクス主義統一労働者党（en略称POUM）の市街戦、五月事件（en）では、オルロフが鎮圧軍を編成した 。この戦いで、およそ1000人の兵士が戦死し、およそ1500人が負傷した。POUMを消滅させることで、スターリンは逃亡者トロツキーのスペインでの避難場所を奪ったのだった。5月8日に収束した五月事件の結果、アナーキストとともに行動するトロツキストは、イバルリの心中で「内部にいる敵のファシスト」になった。『我々が反トロツキズムの必要性を指摘すると、非常に奇妙な現象に直面する。特定の政党の中の特定のサークル、特定の組織の中の構成員の中からそれらを守ろうとする声が上がるのである。これらの声の主は、反革命的な思想に酔っている人々である。トロツキストは長い間ファシズムの諜報員、長じてドイツのゲシュタポへと変えられた。我々はカタルーニャで起きた5月の暴動の時にこれを目にしたのである。様々な場所で起きた障害を明白にこの目で見たのである。スパイ容疑で摘発されたPOUM指導者たちに対する公開裁判において、誰もがこのことを理解するだろう。共和国の権限を弱体化させるために、我々の士気をくじこうとするあらゆる試みの影にはファシズムの手があることを悟る。したがって、我々はしっかりとトロツキズムを一掃することが不可欠である。トロツキズムはもはや労働者階級の政治的選択というよりも、反革命の道具である。毒のある雑草のように、トロツキズムは我が党のプロレタリア構成員から根絶しなければならない。トロツキズムは根絶やしにし、野獣のように処分すべきである。』
イバルリ、ホセ・ディアス・ラモス、そしてスペイン共産党の首脳部が怒りのはけ口を与え、内部の敵の壊滅に着手した。全国労働者連合（es、略称CNT）の元書記長で、POUMの指導者であったアンドレウ・ニンは、スペイン共産党とカタルーニャ統一社会党（es）の意を受けたソビエトのスパイによって誘拐され、拷問の末殺害された。残ったPOUM指導者たちの裁判は、1938年10月にバルセロナで始まった。罪状認否を参照すると、イバルリがバレンシアの集会で語った言葉が引用されていた。『平常時では、唯一の潔白を断罪するより100を超える罪人を放免するほうが好ましいという格言がある。人々の生活が危険にさらされているときは、ただ一つの有罪を免罪するより100の潔白を断罪するほうが良い。』

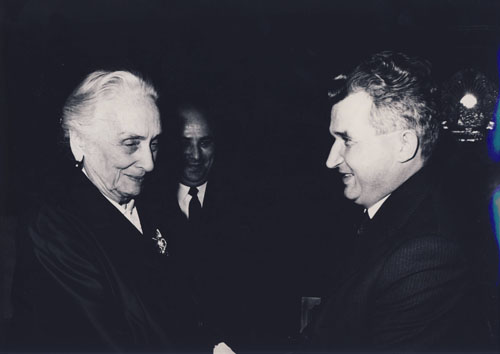
1972年、ルーマニアを訪問したイバルリを迎えるニコラエ・チャウシェスク

### 亡命
内戦がフランコ率いる反乱軍勝利で終わると、1939年3月にモノバル飛行場からイバルリはフランス領アルジェリアの港湾都市オランへ飛び立った。彼女はパリで警察の監視下に置かれながら生活した後、ソビエトへ亡命し、学生になっていた娘アマヤ、そして息子ルベンと合流した。スペインからの亡命者たちをソビエト側は温かく迎え、イバルリはスペイン共産党書記長ホセ・ディアス・ラモス（en）が既に暮らしていたのと同じアパートの部屋を提供された。イバルリはゲオルギ・ディミトロフ、パルミーロ・トリアッティ、モーリス・トレーズとともに、クレムリン近くにあるコミンテルン事務局本部のメンバーを務めた。この仕事は、ソビエト国外の共産主義発展に関連するような進行中の事件に関与し、継続して評価、分析、議論を行うものであった。
1941年よりイバルリはモスクワで、短波放送、独立エスパーニャ・ラジオ（es）の放送を開始し、放送を通じてスペイン共産主義の宣伝を行った。しかしドイツ軍が首都に迫ると、ECCI本部はウファへ移動することになり、イバルリも列車で9日間かけて移った。深刻な病状であったホセ・ディアス・ラモスはこの移転に一人同行せず、チフリス（現在のジョージア・トビリシ）へ向かった。ラモスが1942年に末期の胃がんを苦にして自殺すると、イバルリが後任の書記長に選出された。彼女は亡命したスペイン共産党メンバーの中で最高幹部となった。ルベンは亡命後、赤軍の中尉となった。彼はスターリングラード攻防戦下の1942年9月14日、スターリングラード中央駅で交戦中に戦死した。
1945年2月にモスクワからテヘラン、バグダード、カイロを経由し、ナチスから解放されたばかりのパリへ向かい、スペイン第二共和政最後の首相であったフアン・ネグリン（en）と会談した。
1960年1月、プラハで開催されたスペイン共産党第6回大会において、イバルリは書記長の地位を退き、後任にサンティアゴ・カリージョ（es）が選出された。イバルリは名誉書記長となった 。政治活動の一線から退いた証として、同じ年に自伝『ただ一つの道』（El Unico Camino）の執筆に着手した。自伝は1962年にパリで初めて出版された。1963年12月、イバルリはキューバを訪問し、キューバ革命5周年記念式典に出席しフィデル・カストロのそばに座った。1964年4月、フルシチョフの誕生日を祝う祝賀会で、イバルリは演説者7人のうちの1人となった。1965年、イバルリはパリからドゥブロヴニクへ向かい、コミンフォルムからユーゴスラビアを追放処分としたことをチトーへ詫びている。同じ年の12月、イバルリにレーニン勲章が授けられた（1930年から1991年まで431,418人が受勲者となったが、外国人受勲者はわずか17人である）。
彼女は国際共産主義運動内での様々な分裂の際に、モスクワの首脳部と合意してきた。しかし、そうした旧態依然としたスターリン主義の信念は、1968年のワルシャワ条約機構軍によるチェコスロバキア侵攻（en）を防ぐことができなかった。

### 帰国
フランコが死にスペインの軍事独裁が終わり、1977年5月13日、イバルリは娘アマヤとスペインへ帰国した。民政移管期の初の民主選挙でイバルリは再びアストゥリアス州選出の下院議員に当選した。しかしその役割は政治的であるが同時に象徴的なものだった。
1989年11月12日、マドリードで肺炎のため死去。墓所はマドリードの北東にあるアルムデナ大聖堂付属の墓地。

## 日本語訳
- 『奴らを通すな！　スペイン市民戦争の背景』久保文訳、紀伊國屋書店、1970年
  - 新版『奴らを通すな！“情熱の花”の半生』同時代社、1982年
- 責任編集『スペインにおける戦争と革命』全2巻、青木書店、1973年